# ТЕС Воллей-Пауер
ТЕС Воллей-Пауер – теплова електростанція на південному сході Австралії.
Станцію ввели в  дію у 2002 році для покриття пікових навантажень. Вона отримала дванадцять встановлених на роботу у відкритому циклі газових турбін розробки Pratt and Whitney типу FT4 (щонайменше половина з них була вироблена британською Parsons Peebles). Їх встановили на роботу попарно (TwinPak) зі створенням шести установок потужністю по 50 МВт. Все це обладнання перемістили з двох новозеландських електростанцій – три установки з ТЕС Вірінакі та три з ТЕС Стратфорд (використовували зазначені турбіни з 1976 року).
Як паливо станція використовує природний газ, що надходить по перемичці від трубопроводу Лонгфорд – Мельбурн. 
Видача продукції відбувається по ЛЕП, що працює під напругою 220 кВ.